# The Red Badge of Courage
The Red Badge of Courage  (Brasil: A glória de um covarde: um episódio da Guerra Civil americana]] / Portugal: A Insígnia Vermelha da Coragem) é um romance de guerra pelo autor norte-americano Stephen Crane (1871-1900). 
Inicialmente encurtado e serializado em jornais, em dezembro de 1894, o romance foi publicado na íntegra em outubro 1895. Uma versão mais longa do trabalho, com base no manuscrito original foi publicado em 1982.
O livro teve uma adaptação para o cinema em 1951 chamado homonimamente de The Red Badge of Courage.

## Enredo
Ocorrendo durante a Guerra Civil Americana, a história é sobre um jovem alistado no Exército da União, Henry Fleming, que foge do campo de batalha. Perdido de seu batalhão e muito envergonhado ele luta por um "emblema vermelho de coragem", ou seja, uma ferida de guerra que prove sua coragem para neutralizar sua covardia. Quando seu regimento, mais uma vez enfrenta o inimigo, Henry atua como porta-estandarte. 
Embora Crane tenha nascido depois da guerra e não tenha vivido o momento da batalha o romance é reconhecido por seu realismo.
Ele começou a escrever o que se tornaria seu segundo romance, em 1893, usando vários relatos contemporâneos (como os publicados anteriormente pela Century Magazine) como inspiração. Acredita-se que ele baseou a batalha fictícia na de Chancellorsville, ele também pode ter entrevistado veteranos da Nova Iorque do 124º Regimento de Infantaria, conhecido como as flores de laranjeira.

## References
- Bloom, Harold. 1996. Stephen Crane's The Red Badge of Courage. New York: Chelsea House Publishers. ISBN 0-585-25371-4.
- Bloom, Harold. 2007. Bloom's Guides: The Red Badge of Courage. New York: Infobase Publishing. ISBN 0-7910-9367-0.
- Crane, Stephen. 1917. The Red Badge of Courage. New York: D. Appleton and Company.
- Davis, Linda H. 1998. Badge of Courage: The Life of Stephan Crane. New York: Mifflin. ISBN 0-89919-934-8.
- Dillingham, William B. December 1963. "Insensibility in the Red Badge of Courage". College English. Vol. 25, No. 3, pp. 194–198.
- Eby, Cecil D. Jr. May 1960. "The Source of Crane's Metaphor, 'Red Badge of Courage'". American Literature. Vol. 32, No. 2, pp. 204–207.
- Gibson, Donald B. 1988. The Red Badge of Courage: Redefining the Hero. Boston: Twayne Publishers. ISBN 0-8057-7961-2.
- Grant, Susan-Mary and Peter J Parish. 2003. Legacy of Disunion: The Enduring Significance of the American Civil War. Baton Rouge: Louisiana State University Press. ISBN 0-8071-2847-3.
- Gullason, Thomas A. 1961. "Thematic Patterns in Stephen Crane's Early Novels". Nineteenth-Century Fiction. Vol. 16, No. 1, pp. 59–67.
- Habegger, Alfred. 1990. "Fighting Words: The Talk of Men at War in The Red Badge." Critical Essays on Stephen Crane's The Red Badge of Courage. Ed. Donald Pizer. Boston: G. K. Hall & Co. ISBN 0-8161-8898-X.
- Horsford, Howard C. 1986. "'He Was a Man'". New Essays on The Red Badge of Courage. Ed. Lee Clark Mitchell. Cambridge: Cambridge University Press. ISBN 0-521-30456-3.
- Johanningsmeier, Charles. 2008 "The 1894 Syndicated Newspaper Appearances of The Red Badge of Courage" American Literary Realism. Vol. 40, No. 3, pp. 226–247. doi:10.1353/alr.2008.0023.
- Kaplan, Amy. 1986. "The Spectacle of War in Crane's Revision of History". New Essays on The Red Badge of Courage. Ed. Lee Clark Mitchell. Cambridge: Cambridge University Press. ISBN 0-521-30456-3.
- Kent, Thomas. 1986. Interpretation and Genre: The Role of Generic Perception in the Study of Narrative Texts. Lewisburg, PA: Bucknell University Press. ISBN 0-8387-5088-5.
- Knapp, Bettina L. 1987. Stephen Crane. New York: Ungar Publishing Co. ISBN 0-8044-2468-3.
- Lentz, Perry. 2006. Private Fleming at Chancellorsville: The Red Badge of Courage and the Civil War. Columbia: University of Missouri Press. ISBN 0-8262-1654-4.
- Linson, Corwin K. 1958. My Stephen Crane. Syracuse: Syracuse University Press.
- Mailloux, Steven. 1982. Interpretive Conventions: The Reader in the Study of American Fiction. Ithaca, NY: Cornell University Press. ISBN 0-8014-1476-8.
- Mayer, George. 2009. "A General Semantics Approach to The Red Badge of Courage". ETC.: A Review of General Semantics. Vol. 66, No. 3, pp. 258–263.
- Mitchell, Lee Clark. 1986. "Introduction". New Essays on The Red Badge of Courage. Cambridge: Cambridge University Press. ISBN 0-521-30456-3.
- Monteiro, George. 2000. Stephen Crane's Blue Badge of Courage. Baton Rouge: Louisiana State University Press. ISBN 0-8071-2578-4.
- Monteiro, George. 2009. Stephen Crane: The Contemporary Reviews. New York: Cambridge University Press. ISBN 0-521-38265-3.
- Morris, Roy Jr. 2007. "On Whose Responsibility? The Historical and Literary Underpinnings of The Red Badge of Courage". Memory and Myth: The Civil War in Fiction and Film from Uncle Tom's Cabin to Cold Mountain. Ed. David B. Sachsman. West Lafayette, Ind.: Purdue University Press. ISBN 978-1-55753-439-2.
- Sears, Stephen W. 1996. Chancellorsville. Boston: Houghton-Mifflin Co. ISBN 0-395-63417-2.
- Sorrentino, Paul. 2006. Student Companion to Stephen Crane. Westport, Conn.: Greenwood Press. ISBN 0-313-33104-9.
- Stallman, Robert W. 1968. Stephen Crane: A Biography. New York: Braziller, Inc.
- Weatherford, Richard M. 1997. Stephen Crane: The Critical Heritage. New York: Routledge. ISBN 0-415-15936-9.
- Wertheim, Stanley. 1997. A Stephen Crane Encyclopedia. Westport, CT: Greenwood Press. ISBN 0-313-29692-8.
- Wertheim, Stanley and Paul Sorrentino. 1994. The Crane Log: A Documentary Life of Stephen Crane, 1871–1900. New York: G. K. Hall & Co. ISBN 0-8161-7292-7.